# Maybellene i Hofteholder
"Maybellene i Hofteholder" er den sjette single fra det danske heavy metalband Volbeat. Den blev udgivet i 2008 som førstesinglen fra albummet Guitar Gangsters & Cadillac Blood, der blev udgivet i september samme år.
"Maybellene i Hofteholder" var den første af gruppens singler som nåede top ti på tracklisten, og den vandt "P3 Lytterhittet" til P3 Guld. Den toppede som #5 på Tjeklisten. Den tilhørende musikvideo blev nomineret til "Årets Musikvideo" til Danish Metal Awards, og singlen solgte guld i Danmark.

## Baggrund
Sangen handler om en ældre mand, som stalker en kvindelig stripper, kaldet Maybellene, som han er besat af. Hun danser hver lørdag aften på en fiktiv bar kaldet "10 House City", hvor han har sit eget bord, No. 45. Han ved hun bor på Barbara Hotel, og hun åbner aldrig døren, når han prøver at besøge hende. En mandag forsøger han er ryge hende ud af værelset på hotellet, men hun omkommer i branden, selv om hendes lig aldrig bliver fundet.

## Produktion
Sangen blev indspillet i marts og april 2008 i Hansen Studios i Ribe med Jacob Hansen som producer. Tekst og musik er skrevet af forsangeren Michael Poulsen. Nummeret har Anders Pedersen på hawaiiguitar, Kristian Pedersen på akustisk guitar og Jacob Hansen (produceren) på baggrundsvokal som gæstemusikere.
Der blev fremstillet en musikvideo til "Maybellene i Hofteholder", hvor bandet spiller sangen. Til start og slut er en lille tegnefilm. Hovedparten af videoen er dog med virkelige mennesker, hvor handlingen fra sangen udspiller sig. Videoen er instrueret af Claus Vedel.

## Modtagelse
De danske anmeldere nævnte "Maybellene i Hofteholder" var et godt eksempel på en mere 50'er-inspireret sang, der gjorde albummet mere "melodiøst og dansabelt, samtidigt med at det metalliske input bevares", hvorved at der var "noget for enhver smag". Frank Albrecht fra det tyske metalmagasin Rock Hard nævnte "Maybellene i Hofteholder" i sin anmeldelse af Guitar Gangsters & Cadillac Blood som et "vidunderligt kompliment til ørerne". Metal.de's anmelder Andrea Friedrich skrev derimod, at sangen ved første gennemlytning lød som tre sange der var smidt i en blender.
"Maybellene i Hofteholder" blev Ugens Uundgåelige på P3 kort efter at nummeret blev udgivet. Nummeret debuterede som #9 på Tracklisten d. 15. august 2008, og toppede den følgende uge som #5. Samlet tilbragte den 12 uger på hitlisten, heraf fire i top ti. Det var bandets første top ti-hit på Tracklisten. Den toppede i tre uger som #5 på Tjeklisten og var i alt 9 uger på denne hitliste.
"Maybellene i Hofteholder" vandt "Årets Lytterhit 2008" ved P3 Guld, der blev afholdt i januar 2009. Musikvideoen blev nomineret til "Årets Musikvideo" til Danish Metal Awards dette år. Prisen gik dog til Pilgrimz' "Shake-A-Feather". Den 17. november 2010 modtog bandet en guldplade for "Maybellene i Hofteholder".

## Spor
1. "The Garden's Tale" (Radio Edited Version) - 3:40
2. "The Garden's Tale" (Album Version) - 4:50